# Camille Camille
Camille Camille, pseudonimo di Imbi-Camille Rätsep (Tallinn, 24 marzo 1970), è una musicista e violinista estone, divenuta famosa come violinista dei Vennaskond. Rappresentò, assieme a Evelin Samuel, l'Estonia all'Eurofestival 1999.